# Чебачье (Курганская область)
Чебачье — деревня в Частоозерском районе Курганской области. Входит в состав Бутыринского сельсовета.

## История
До 1917 года входила в состав Бутыринской волости Ишимского уезда Тобольской губернии. По данным на 1926 год состояла из 260 хозяйств. В административном отношении являлась центром Чебачьевского сельсовета Частоозерского района Ишимского округа Уральской области.

## Население
| 1989 | 2002 | 2010 |
| ---- | ---- | ---- |
| 159  | ↘122 | ↘47  |

По данным переписи 1926 года в деревне проживало 1278 человек (604 мужчины и 674 женщины), в том числе: русские составляли 99 % населения.